# El cementerio de los elefantes
El cementerio de los Elefantes es una película dirigida por el director boliviano Tonchy Antezana,  se estrenó en el año 2008, con mucho éxito. La historia se basa  en las reliquias del escritor Víctor Hugo Viscarra, quien habla del alcoholismo de los marginales en la ciudad de La Paz, Bolivia. 
La película narra los últimos días de un alcohólico en un sitio denominado la "Suite Presidencial", un cuarto inmundo donde Juvenal pasará sus últimos 7 días, recordando su terrible niñez y juventud.

## Reparto
- Christian Castillo como Juve.
- Fernando Peredo como El Tigre.
- Julio Lazo como Exterminador.
- Wilson Laura como Chapulin.
- Rosa Paye como Marlene.
- Augusto Hinojosa como Padrastro.
- Lineth Herbas como Doña Matilde.

## Sinopsis
Juvenal (Christian Castillo Luna) un hombre de 33 años, alcohólico desde sus 14 años de edad, decide ir a pasar sus últimos días de vida, en el “cementerio de los Elefantes”, un lugar que es preferido por los alcohólicos de la ciudad de La Paz, en Bolivia. 
En ese sitio existe la "Suite Presidencial", un cuarto inmundo en el que Juvenal pasará sus últimos 7 días, recordando su terrible niñez y juventud, son estos recuerdos que lo llevan a beber hasta morir.

## Estreno
Esta película se estrenó en la ciudad de La Paz en el cine Municipal 6 de Agosto, el 22 de septiembre de 2008. 

## Reconocimientos
Esta película ha sido galardonada con dos trofeos en el cuarto festival do Paraná de Cinema Brasileiro-Latino. También recibió galardón en el festival de cine en Colombia, donde Christian Castillo también recibió premios.

## Realidad
Los índices de alcoholismo en Bolivia son cada vez mayores. Ya que no se logra tomar conciencia sobre el asunto, esto preocupa mucho a las autoridades locales, sobre todo a los de la ciudad de La Paz, por eso deciden clausurar los cementerios de elefantes.